# ناعب (مودية)

تعديل مصدري - تعديل

ناعب هي إحدى قرى عزلة مودية بمديرية مودية التابعة لمحافظة أبين، بلغ تعداد سكانها 48 نسمة حسب تعداد اليمن لعام 2004.

## أعلام
- محمد ناصر أحمد علي